# كالداس دي مالافيا
بلدية كالداس دي مالافيا (بالإسبانية: Caldas de Malavella) هي بلدية تقع في مقاطعة جرندة التابعة لمنطقة كتالونيا شمال شرق إسبانيا.

## الديموغرافيا
بلغ عدد سكان بلدية كالداس دي مالافيا 6.998 نسمة عام 2011 (وفقاً للمعهد الوطني الإسباني للإحصاء).
| 3.598 | 3.867 | 4.365 | 5.280 | 6.067 | 6.710 | 6.998 |

## أعلام
- كريستيان لوباتو